# Bembidion editum
Bembidion editum är en skalbaggsart som beskrevs av Thomas Casey. Bembidion editum ingår i släktet Bembidion och familjen jordlöpare. Inga underarter finns listade i Catalogue of Life.